# Teopempto e Teona
Teopempto e Teona (... – Nicomedia, 304) sono stati due martiri del IV secolo, considerati santi e venerati il 3 gennaio.

## Agiografia

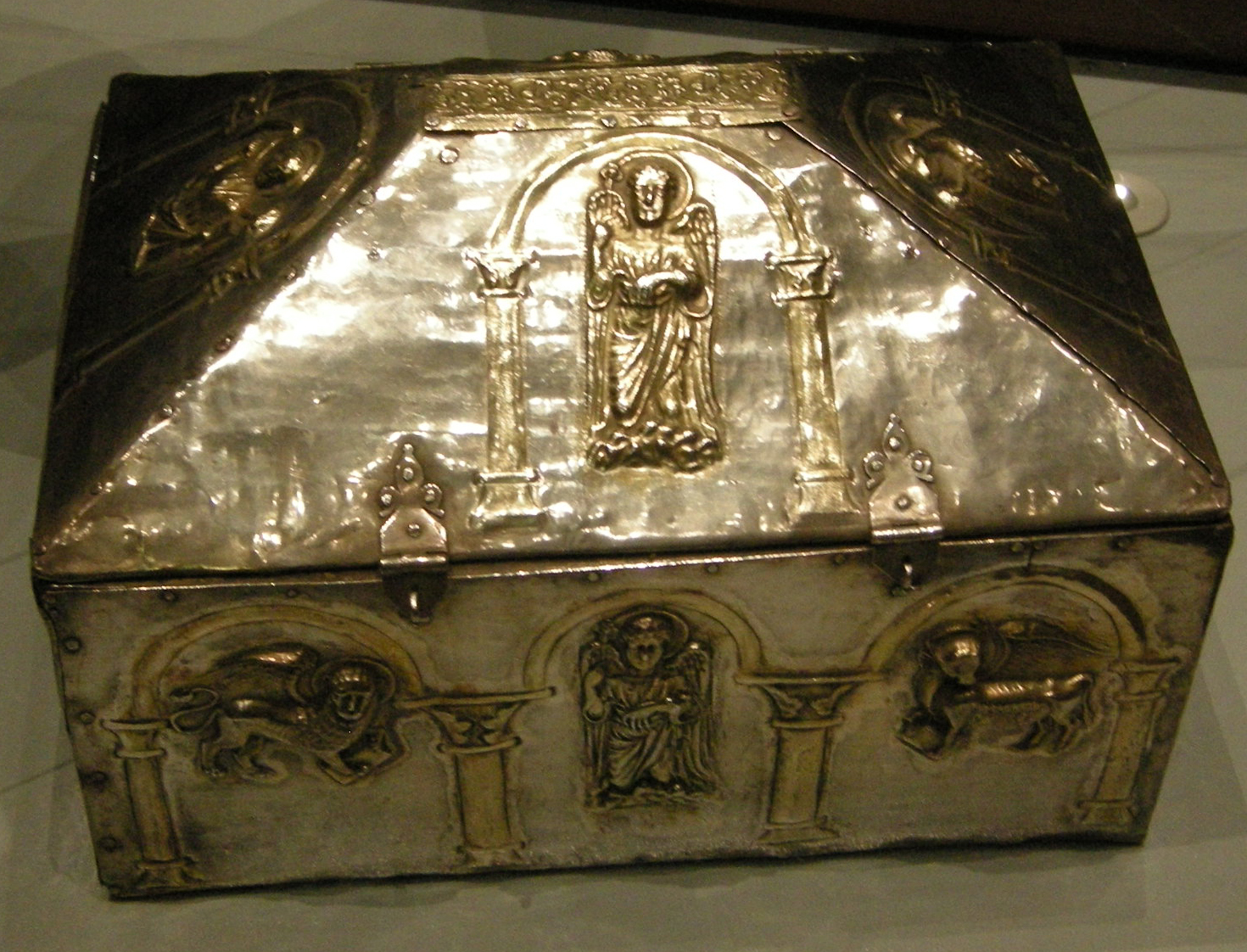
Reliquiario dei santi Senesio e Teopompo (fine XII- XIII secolo).
Museo diocesano di Nonantola

La ‘Vita’ di questi due santi è leggendaria, nota attraverso i Sinassari orientali.
Si racconta che Teopompo era vescovo di Nicomedia (oggi İzmit in Turchia), capitale della Bitinia, e per la sua carica, durante la persecuzione scatenata da Diocleziano, fu arrestato nel 304 e condotto in tribunale, sottoposto a molti supplizi rimanendo sempre illeso. 
Il giudice allora convocò il famoso mago Teona, per dimostrare che questi prodigi potevano essere compiuti anche da non cristiani, ma nella sfida Teona rimase sconfitto, e dichiaratosi vinto aderì al Cristianesimo. Il vescovo Teopompo subito lo battezzò, imponendogli il nome di Sinesio. Ma furono condannati a morte entrambi, Teopompo martirizzato mediante la decapitazione e Sinesio (Teona) sepolto vivo.

## Culto
Il culto per i due martiri, si diffuse tanto in Oriente, quanto in Occidente. L'antica abbazia di Nonantola vanta di custodire le loro reliquie, che vi furono traslate da Treviso nel 911 per sottrarle alla profanazione degli Ungari.
Reliquie dei due santi sono conservate anche nella città tedesca di Radolfzell, portatevi da Treviso, insieme a reliquie di san Marco prelevate a Venezia, da Ratoldo di Reichenau, vescovo di Verona e poi fondatore di Radolfzell.
Ricordati il 3 gennaio. A Castelvetro sono ricordati il 21 maggio. I Santi Senesio e Teopompo sono altresì patroni di Medolla (Mo) Tivoli di S. Giovanni in Persiceto (Bo) e Zappolino di Castello di Serravalle (Bo).
Dal Martirologio Romano: "Presso Nicomedia in Bitinia, nell'odierna Turchia, santi Teopempto e Teona, che affrontarono il martirio durante la persecuzione dell'imperatore Diocleziano."